# インディアン準州

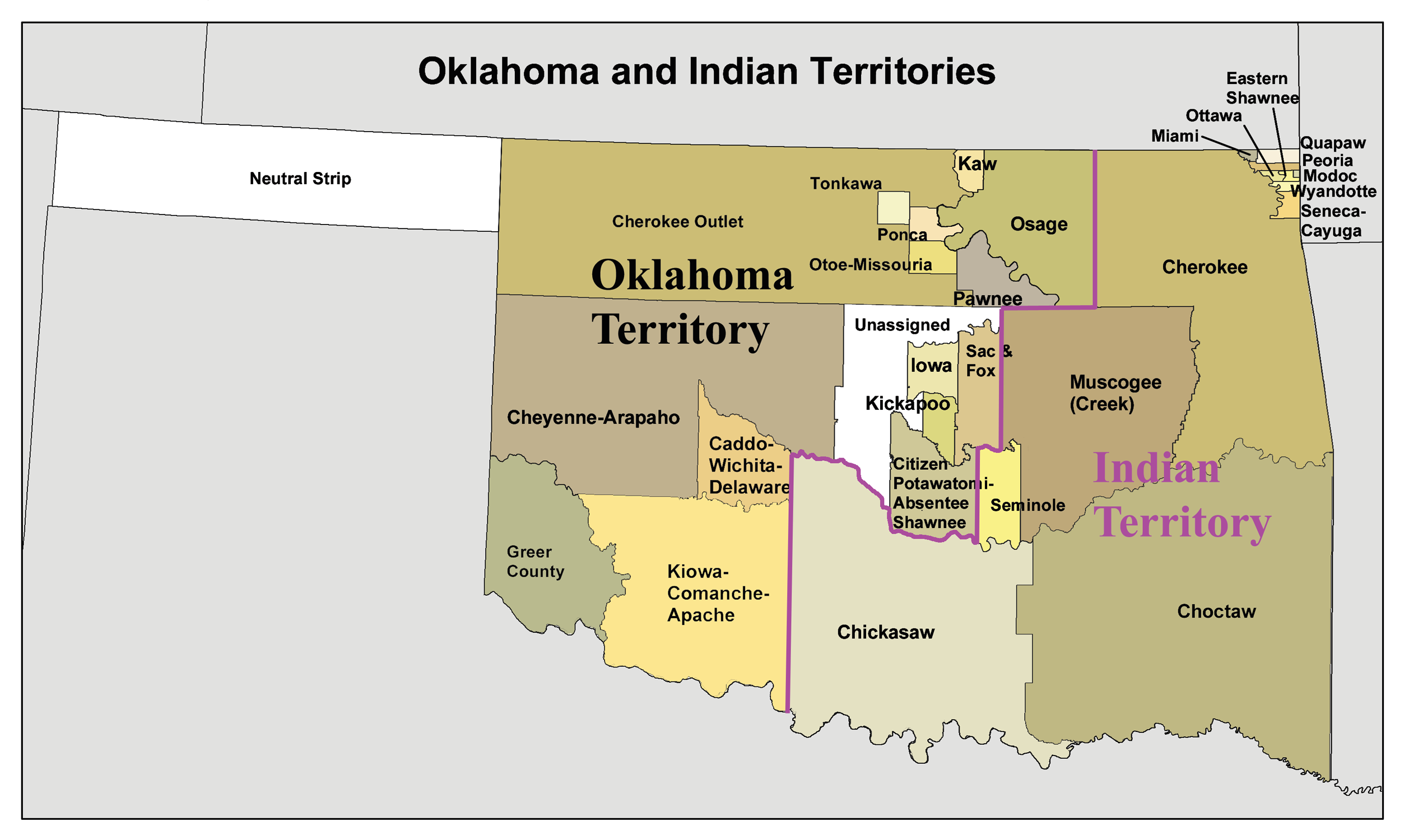
1890年代のインディアン準州とオクラホマ準州

インディアン準州（インディアンじゅんしゅう、Indian Territory）は、アメリカ合衆国が割り当てた、インディアン民族を定住させるための土地を指す、アメリカ史上の用語。
インディアン・カントリー、インディアン・テリトリー、インディアン特別保護区とも言われる。現在のアメリカ合衆国における、BIA（内務省インディアン局）管理下の保留地（Reservation＝保留された土地）とは意味が異なり、主に歴史上、インディアンが強制的に移住された西部の土地を指す場合が多い。

## 概要
「準州」という呼び方は、大文字Tで始まるTerritoryに対して宛てた日本語だが、実際には合衆国東部の人が入植地を意味する「編入された地域(organized territory)」とは対照的に、これらのインディアンの土地の定められた当初は未編入の地域であったため、「準州」(Territory)よりも「領地」(territory, 小文字のt)が適切である。
一般的な境界は、1834年のインディアン・インターコース法(w:Indian Intercourse Act)で定められた。

## 歴史
インディアン準州は、白人の入植地をアパラチア山脈の東側の王領地に制限した、イギリスの1763年宣言に起源を発する。インディアン準州はイギリス統治下で減少し、さらにアメリカ独立戦争後にはミシシッピ川以西の土地を含むのみになった。
アメリカ独立戦争の時点で、多くのインディアン部族は、イギリスとの長年にわたる関係があり、アメリカの反乱者とは関係があまり発展しなかった。イギリスの敗北の後、アメリカは二度オハイオ・カントリーに侵入し、二度とも敗れた。彼らは最終的に1794年のフォールン・ティンバーズの戦いにおいて、インディアン連合を打ち破り、現在のオハイオ州のほとんどと、現在のインディアナ州の一部、現在のシカゴとデトロイトのある場所をアメリカ合衆国に割譲し、インディアンを西部へ追い払う「グリーンヴィル条約 (w:Treaty of Greenville) 」 を課した。
インディアン準州は、19世紀初めのアメリカ大統領によって断続的に打ち出され、1830年のインディアン移住法の可決の後にアンドリュー・ジャクソン大統領によって積極的に打ち出されたインディアン移住の民族浄化政策のための目的地として活用された。南東部の通称「文明化五部族」（チェロキー族、チョクトー族、チカソー族、クリーク族、セミノール族）は、涙の道として知られる移住を強いられることになる、インディアン移住政策によって最も被害を受けた部族であった。涙の道は、現在のアーカンソー州とオクラホマ州で終わり、そこではすでに白人、逃亡奴隷、同じく強制的にインディアン準州に強制移住させられたデラウェア族、シャイアン族、アパッチ族などの他の多くの部族が住まわされていた。
文明化五部族は、タルサ、アードモア、ターレクア、マスコギその他の町を造り、これらは後に州の大都市になった。彼らはまたオクラホマ州に黒人奴隷を連れてきて、州の黒人人口を増やした。
西部のフロンティア消滅後、最後に残った「白人にとって手つかずの土地」であるインディアン準州には徐々に白人投資家や農民らによる入植圧力が高まり、インディアン戦争の終結後はこれに抵抗する力は諸部族には残っていなかった。「スーナー」（Sooner）と呼ばれる抜け駆け入植者が後を絶たなかったほか、1889年から1890年代にかけて各部族の多くが連邦条約を打ち切られ、彼らの土地は入植者に公式に「開放」されて、白人入植者による大規模なランドラッシュが起こった。
やがて、インディアン準州は徐々に現在のオクラホマ州にまで減少し、そして1890年のオクラホマ準州の成立とともに領域の東半分にまで減少した。インディアン準州の公民は1905年にセコイヤ州として合衆国に加わろうとしたが、しかし当時、西部にセコイヤとオクラホマの二つも新しい州はいらないと考えた議会と政権に拒否された。そして公民は合衆国に単一の州として加入しようとして、1907年11月にオクラホマ州が州制として始まったことで、インディアン準州は消滅した。
現在でも多くのインディアンが、特にオクラホマ州東部に保留地（Reservation）を領有しており、連邦規定によって独自の部族政府を持っている。